# Ústí nad Labem-Střekov (nádraží)
Ústí nad Labem-Střekov je železniční stanice v krajském městě Ústí nad Labem na východním břehu Labi v městské části Střekov. Leží na tratích 072 a 073. Stanice je elektrizovaná (3 kV ss). Je jednou ze sedmi železničních stanic a zastávek ve městě.

## Historie
Stanice byla vybudována jakožto součást Rakouské severozápadní dráhy (ÖNWB) spojující Vídeň a Berlín, autorem univerzalizované podoby stanic pro celou dráhu byl architekt Carl Schlimp. 1. ledna 1874 byl se střekovským nádražím uveden do provozu celý nový úsek trasy z Lysé nad Labem, v říjnu téhož roku vyjel první vlak ve směru na Děčín (Děčín-Prostřední Žleb), kde se nacházela poslední stanice na území Rakouska-Uherska. Nedalekým železničním mostem přes Labe je spojena s levým břehem řeky a stanicí Ústí nad Labem západ.
Roku 1909 byl zdvoukolejněn úsek Lysá nad Labem-Mělník, kompletní druhá kolej byla mezi Kolínem a  Děčínem dokončena během první světové války, zejména s pracovním nasazením ruských válečných zajatců.
Elektrický provoz byl na trati procházející stanicí zahájen v roce 1958.

## Popis
Nachází se zde čtyři nekrytá jednostranná nástupiště, k příchodu na nástupiště slouží přechody přes koleje. K překonání kolejiště na opačnou stranu od budovy slouží lávka ústící ve směru na Šafaříkovo náměstí. Z děčínského zhlaví vedou z nádraží tři vlečky do závodů na zpracování tuků Setuza.

### Související stránky
- Rakouská severozápadní dráha
- Parní vodárna Střekov